# 프란시스코 아얄라
프란시스코 호세 아얄라(Francisco José Ayala, 1934년 3월 12일 ~ 2023년 3월 5일)는 스페인계 미국인 진화생물학자, 철학자이다.